# Naselje kralja Petra Krešimira IV. (Bjelovar)
Naselje kralja Petra Krešimira IV ili Krešimirovo naselje povijesno znano kao Naselje Stjepana Ivekovića ili Ivekovićevo naselje je stambeno naselje u Bjelovaru unutar četvrti Logor. 

## Opis
Naselje je pravokutnoga oblika omeđeno ulicama Vlahe Paljetka, Andrije Hebranga i Baranjskom ulicom. Sastoji se od skupa montažnih stambenih zgrada koje su okružene zelenim prostorima.
Kroz naselje prolazi dvije glavne prometnice, jedna koja spaja Hebrangovu i Paljetkovu ulicu te druga koja spaja prethodno imenovanu prometnicu sa Baranjskom ulicom.

## Povijest
Današnji prostor Krešimirovog naselja je za vrijeme Austro-Ugarske vlasti bio dio vojnog vježbališta Logor. Selidbom Sajmišta na prostor Logorišta prostor Krešimirovog naselja je ostao neizgrađen. 
1962. godine sjeverno od pruge Bjelovar Mlin ili Robertov put počinje izgradnja naselja kao skup montažnih zgrada. Naselje je imenovano po bjelovarskom partizanu Stjepanu Ivekoviću.
1991. godine osamostaljenjem Hrvatske naselje mijenja naziv u Naselje kralja Petra Krešimira IV.